# Jan Meine Jansen
Jan Menno (Jan) Meine Jansen (Meppel, 17 februari 1908 – Driebergen, 13 oktober 1994) was een Nederlandse schilder, tekenaar en monumentaal kunstenaar.

## Leven en werk

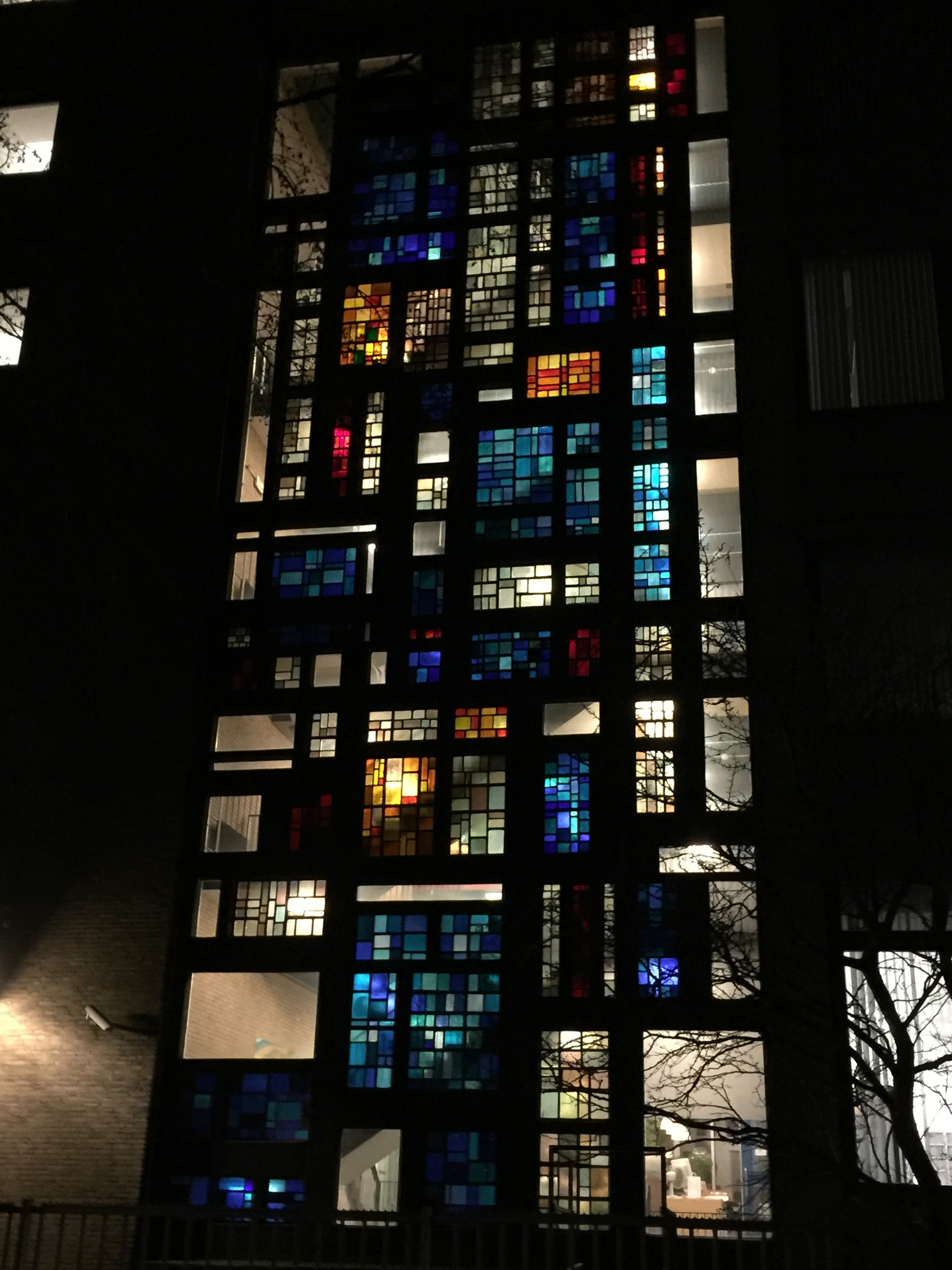
Glassculptuur, Belastingkantoor Leiden

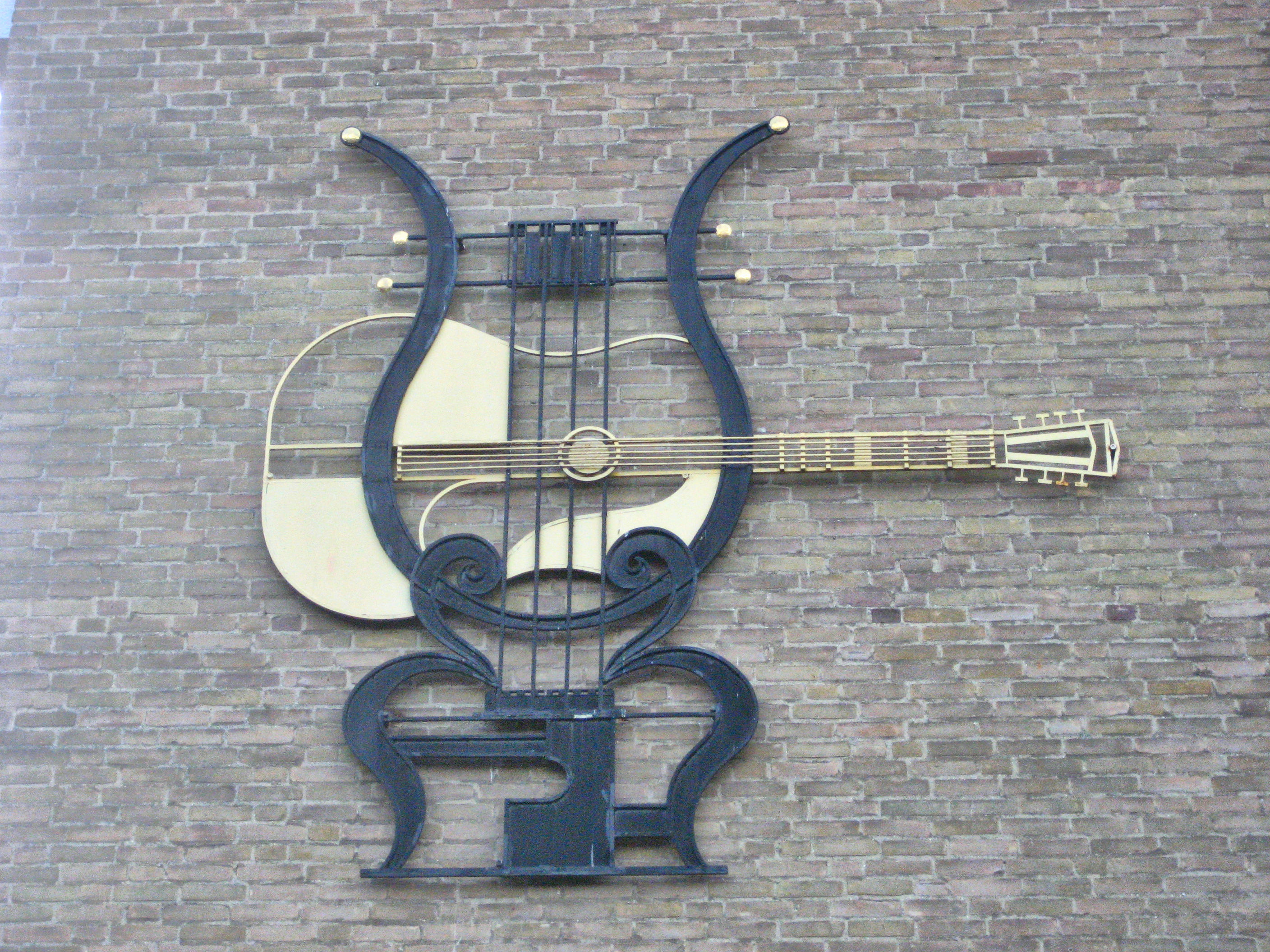
Gitaar (Beethovenlaan, Leiden)

Meine Jansen was een zoon van Wolter Jansen, kelner in Meppel, en Jentje Meinen. Hij bezocht de Rijksnormaalschool voor Teekenonderwijzers (1928-1933), waar hij de MO-aktes A en B voor tekenen haalde. Hij was vervolgens een leerling van Heinrich Campendonk aan de Rijksacademie (1934-1938), beide in Amsterdam. Hij was getrouwd met Johanna Helène Frederika Nengerman (1912-2004).
Hij schilderde en maakte gouaches, met name figuurstudies, (Drentse) landschappen, portretten en stillevens. Als monumentaal kunstenaar maakte hij ook muurschilderingen en ontwierp glas-in-lood- en glas-in-betonramen. Vanaf de jaren zestig werd het werk abstracter en vanaf de jaren zeventig maakte hij glasappliqués, waarmee andere kleuren en vormen mogelijk werden. Met uitzondering van Berend Hendriks, lieten de leerlingen van Campendonk hun glaswerk uitvoeren in grote ateliers. Het glas-werk van Meine Jansen werd uitgevoerd in het Atelier Bogtman in Haarlem.
Meine Jansen was lid van Arti et Amicitiae, de Vereeniging Sint Lucas en het Drents Schildersgenootschap. Hij exposeerde meerdere malen en zijn werk werd opgenomen in de collecties van onder meer het Centraal Museum, Rijksmuseum Amsterdam en het Drents Museum. In 1987 en 2015 was in het Drents Museum een tentoonstelling van zijn werk te zien.
Meine Jansen overleed op in 1994, op 86-jarige leeftijd, en werd begraven in Doorn.

## Citaat, over Meine Jansen
"Krijgt in (zijn Drentse schilderij) 'Ruinerwoldse Aa' uit 1936 de lucht nog alle ruimte, in andere schilderijen geeft hij de horizon hoger weer, zodat de volle aandacht uitgaat naar de vaak woeste omgeving. Jan Meine Jansen heeft een voorkeur voor desolate landschappen. Het effect is uiteindelijk hetzelfde: of er nu een donkere wolk op de horizon drukt, of dat het landschap beklemmend op je afkomt, de sfeer is mysterieus en dreigend.", Illand Pietersma, 2015.

## Werken (selectie)

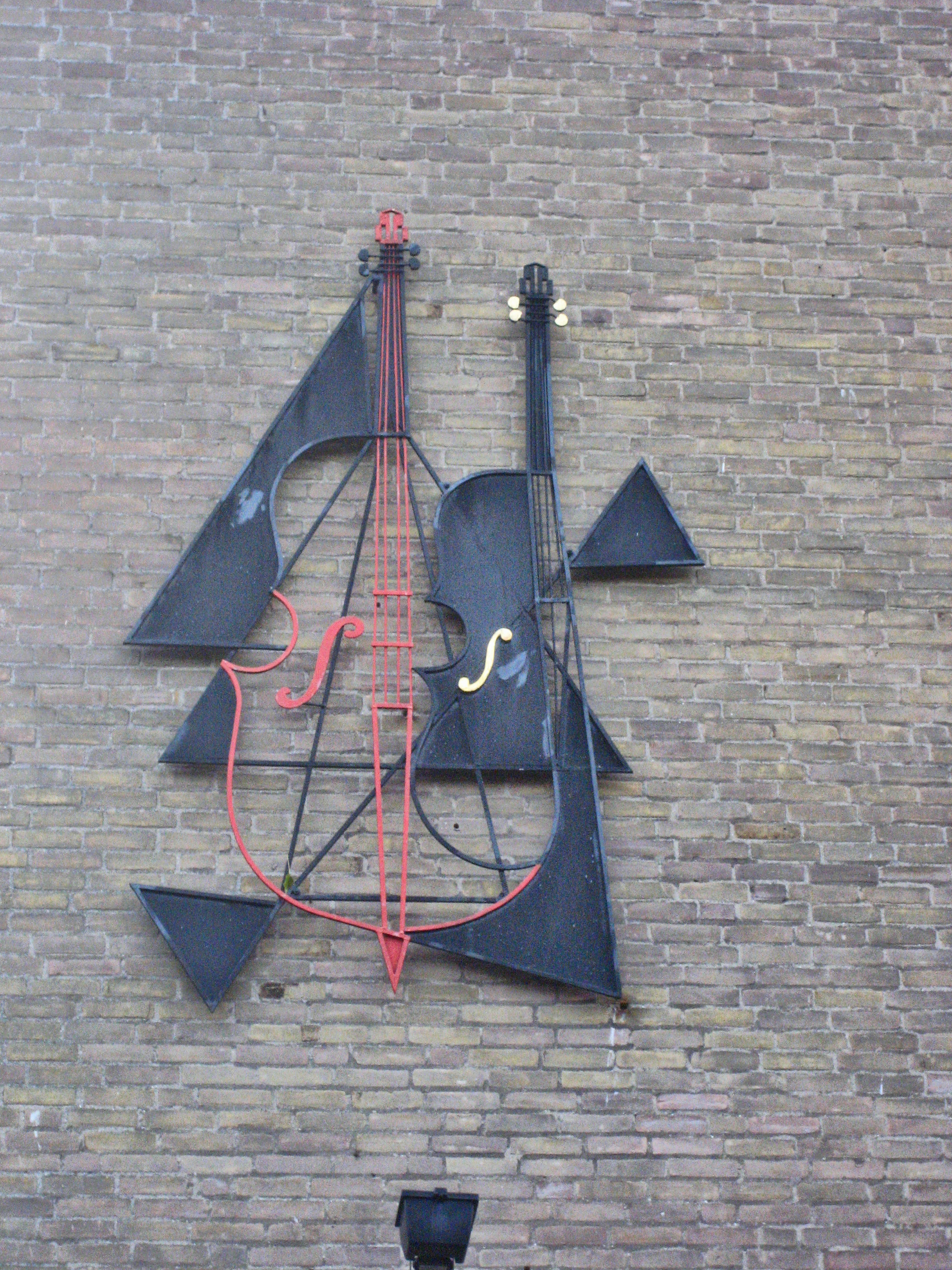
Bas (Beethovenlaan, Leiden)

- een aantal Drentse landschapschilderijen; o.a. in de collectie van het Drents Museum, Assen
- glas-in-loodraam (1958), Rabobank, Driebergen
- glas-in-betonraam van de gekruisigde Christus (1958), Ontmoetingskerk van de NPB in Bennekom
- glas-in-loodraam over Genesis 1 (1959), Ned. Hervormde kerk in Benschop
- ramen (1961) voor de Maranathakerk, Driebergen
- ramen (1963) voor het belastingkantoor, Leiden
- glas-in-betonraam (1963) voor de Paaskerk (Amstelveen)[6]
- ramen (1964) voor de Ichtuskerk, Vlaardingen
- glas-in-betonwand (1967), Messiaskerk, Wassenaar
- glasappliqué (1974), basisschool De Brink, Emmen
- glasappliqué (1977), Elimschool, Hengelo

## Links
- biografische gegevens van Meine Jansen op Artindex
- informatie over glas-in-loodramen die Meine Jansen in 1960 maakte voor het Arbeidsbureau in Emmeloord
- korte tekst en afbeeldingen van vijf schilderijen van Meine Jansen, getoond op een expositie in 2015 van zijn Drentse landschappen; Drents Museum, Assen
- afbeeldingen van vier werken van Meine Jansen, in de collectie van het Centraal Museum, Utrecht
- afbeeldingen van diverse voorstudies van Meine Jansen 1963-67, gemaakt voor de glas-in-betongevel van het voormalige belastingkantoor van Leiden